# Orobô
Orobô ou orobó (em iorubá: orogbo), cujo nome científico é Garcinia kola, é um fruto sagrado de origem africana, muito utilizado nos rituais do candomblé. Pertence a família da Garcinia. É utilizado pela medicina tradicional africana, tendo indícios de ação anti-inflamatória e antiviral e algum efeito no tratamento do Ebola.
São utilizados nos ritos de Orumilá, Xangô, Oçânhim e outros aborós, indispensável em jogos divinatórios e na feitura de santo no sentido de alcançar a prosperidade. Utiliza-se também no preparo do abô, sasanha e da comida ritual especificamente nas oferendas de Airá.

## Referência
- José Flavio Pessoa de Barros- Eduardo Napoleão. Ewé Òrisà- Editora Bertrand Brasil. Pagina 300.

1. ↑  «Orobó». Michaelis